# بیستنسی
بیستنسی (به آلمانی: Bistensee) یک منطقهٔ مسکونی در آلمان است که در اهلفلد-بیستنسی واقع شده‌است. بیستنسی ۲۷۶ نفر جمعیت دارد.